# Albert Prosi
Albert Prosi (* 5. Mai 1898 in Stuttgart; † 17. Oktober 1983 in Ulm) war ein deutscher Lehrer und Geologe.

## Leben
Albert Prosi nahm nach seinem Abitur ein naturwissenschaftliches Studium an der Universität Tübingen auf und wurde noch im ersten Studiensemester 1916 zum Kriegsdienst im Ersten Weltkrieg eingezogen. Nach Kriegsende 1918 studierte er dann wieder ab 1919 in Tübingen und zwischenzeitlich auch in Stuttgart Naturwissenschaften.
1922 wurde er in Tübingen mit seiner Dissertation Beiträge zur Kenntnis der Lettenkohle und den untersten Gipskeuper in Schwaben promoviert. Albert Prosi konnte bei seiner Arbeit die heute verschollene Zulassungsarbeit des späteren Lehrers Kurt Klingler (1890–1947) über die Lettenkohle im nordwestlichen Württembergs auswerten und auf dieser Grundlage eine einheitliche Gliederung der Lettenkohle in Süd- und Nordwürttemberg mit einer praktikablen Grenzziehung zum Gipskeuper vorlegen, die bis heute noch Bestand hat.
Albert Prosi entschied sich anschließend für eine Laufbahn im Schuldienst und wurde Lehrer. Nachdem er bereits verschiedene Stellen wahrgenommen hatte, erhielt er 1932 eine Stelle als Studienrat am Realgymnasium in Lorch. Nach Ende des Zweiten Weltkriegs 1945 übte er zunächst verschiedenste Tätigkeiten aus, bis er ab 1948 wieder an der Kepleroberschule in Ulm die Fächer Mathematik und Biologie unterrichten durfte.

## Schriften
- Beiträge zur Kenntnis der Lettenkohle und des untersten Gipskeupers in Schwaben. Dissertation, Universität Tübingen, Tübingen 1922.